# Марвик, Оскар
Оскар Марвик (норв. Oscar Marvik; род. 22 ноября 1995 год, Осло, Норвегия) — норвежский борец греко-римского стиля, бронзовый призёр Чемпионата мира 2021 и Чемпионата Европы по борьбе 2023. Выступает в весовой категории до 130 кг.

## Биография
Оскар Марвик родился в Осло, но живёт в Тасене (жилой район в районе Нордре-Акер-вест, Осло). Тренируется в клубе SP 09. Получил прозвище Tasenplogen от слов: Tasen (место где он живёт) и pløye (норв. «пахать»). То есть «Пахарь из Тасена».

## Карьера
Занял 5 место на Европейских играх в Минске
На юношеском Чемпионате Европы U-23 2018, который проходил Стамбуле, в схватке за 3 место боролся с представителем России Нохчо Лабазановым, которого выиграл.
Марвик стал третьим на Чемпионате мира по борьбе 2021, который проходил у него на родине, в Норвегии. В схватке за бронзу Оскар Марвик победил борца из Чили Ясмани Акоста Фернандеса со счетом 1:1 по последнему действию.
В 2019 на международном турнире Zagreb Open 2019 занял 1 место в весовой категории до 130 килограммов. В финале норвежцу противостоял узбекский борец Муминжон Абдуллаев. Марвик выиграл со счетом 1:0.

## Достижения
- Чемпионат Норвегии по борьбе  (2016, 2017, 2018, 2019)  (2015)

Чемпионат Европы U-23 (2017,2018) 